# 茶人
茶人是對茶有一定認識，且精通茶儀式的人。茶人對茶的認識不單是茶葉種植、泡茶技巧和品茶心得，還包括以茶作為個人修養的媒介，以茶的本質作為生活態度。

## 詞源
「茶人」一詞最早見於唐代詩人皮日休的律詩《茶中雜詠》十首中其中一首的副題〈茶人〉，以及陸龜蒙的律詩《奉和襲美茶具十詠》其中一首的副題〈茶人〉。，原是指採茶之人，後來其內涵随着社会的发展，茶的传播和茶文化的弘扬而擴大。